# Печать Сумрака
«Печать Сумрака» — роман российского писателя-фантаста Сергея Лукьяненко в соавторстве с Иваном Кузнецовым, второй в межавторском цикле «Дозоры Сергея Лукьяненко», рассказывающем о вымышленном мире Иных. Роман был впервые опубликован издательством «АСТ» в 2014 году.
Равновесие Света и Тьмы в очередной раз нарушено очень сильной третьей стороной. В сложившейся ситуации разбираться приходится новому сотруднику Ночного Дозора Алексею Романову при помощи Тёмного мага, понимающего происходящее. При этом такая помощь всегда имеет свою цену.
В 2015 году роман был номинирован на премию «РосКон» в номинации «Межавторский проект».